# Rosa helenae
Rosa helenae es una especie de planta del género Rosa, de la familia Rosaceae.

## Taxonomía
Rosa helenae fue descrita por Rehder y E. H. Wilson en 1915.

## Distribución
Se encuentra en el territorio de China central hasta el norte de Indochina.